# بيدرو خوسيه غوتيريز
بيدرو خوسيه غوتيريز (بالإسبانية: Pedro Elías Gutiérrez)‏ هو موسيقي وملحن فنزويلي، ولد في 14 مارس 1870 في لا غوايرا في فنزويلا، وتوفي في 31 مايو 1954 في Macuto, Vargas ‏ في فنزويلا.

## وصلات خارجية
- بيدرو خوسيه غوتيريز على موقع IMDb (الإنجليزية)
- بيدرو خوسيه غوتيريز على موقع ميوزك برينز (الإنجليزية)
- بيدرو خوسيه غوتيريز على موقع ديسكوغز (الإنجليزية)